# Circonscription d'Agibe
La circonscription d'Agibe est une des 38 circonscriptions législatives de l'État fédéré du Tigré, elle se situe dans la Zone centre. Son représentant actuel est Kaleayu Gebre Hiwot Abera.